# Aulacorthum nipponicum
Aulacorthum nipponicum är en insektsart. Aulacorthum nipponicum ingår i släktet Aulacorthum och familjen långrörsbladlöss. Inga underarter finns listade i Catalogue of Life.